# Dinaldo Wanderley
Dinaldo Medeiros Wanderley, (Patos, 20 de junho de 1950 — João Pessoa, 24 de maio de 2020), foi um advogado, economista, empresário, futebolista e político. Foi deputado estadual da Paraíba e durante sua carreira política já foi prefeito de Patos por dois mandatos consecutivos, entre 1997 e 2005 sendo o primeiro prefeito reeleito.

## Biografia
Filho do tabelião Dinamérico Wanderley de Sousa e da professora Haydée Medeiros Wanderley, os irmãos do político são: Werlane (engenheira elétrica - Memória), Vernaide (socióloga), Dione (advogada) e Hermano (engenheiro elétrico). Iniciou os estudos no Grupo Escolar Rio Branco e mais tarde no Coriolano de Medeiros. Continuou a formação educacional no Colégio Salesiano do Recife; se formou em economia pela Fundação Francisco Mascarenhas (20 de dezembro de 1975) e em Direito pela UFPB - Campus Sousa (25 de julho de 1980). Em 1982 foi nomeado titular do Cartório do 2º Ofício de Serviço Notarial e Registral de Patos e em 1973 se casou com a economista, a ex-deputada estadual Edina Guedes Wanderley.
Foi jogador de futebol, atuando em duas equipes profissionais de Patos: Esporte e Nacional. Foi convidado para a seleção paraibana e só não ingressou no Flamengo do Rio de Janeiro por resistência da família. No campo empresarial, foi distribuidor de matéria prima para o setor calçadista, se tornando um dos principais fornecedores dos gangorreiros de Patos. Posteriormente, com a influência  do seu tio Rivaldo Medeiros, atuou na construção civil, com ênfase aos projetos públicos. A empresa, que trazia seu nome, foi responsável pela edificação de grande parte das obras realizadas em Patos nas últimas duas décadas do século XX.
Se candidatou em 1992 ao cargo de prefeito de Patos, pelo PFL, ficando na segunda colocação, na eleição em que o então deputado estadual Ivânio Ramalho foi o vencedor. No pleito posterior, em 1996, concretizou o sonho concorrendo com a deputada Francisca Motta, conquistando 19.577 votos, contra 13.085. Em 2000, se reelegeu com 27.967 votos, contra 15.121 de Nabor Wanderley.
Foi eleito deputado estadual à Assembleia Legislativa da Paraíba, com 32.082 votos no estado, sendo que 14.456 na cidade de Patos. Tentou retornar, em 2008, para a Prefeitura de Patos, mas desta vez foi derrotado pelo antigo concorrente, Nabor Wanderley. Na Assembleia, conseguiu votação suficiente para a reeleição, mas devido problemas jurídicos relacionados à sua gestão no Poder Executivo, foi impedido de assumir o mandato por causa da cassação do seu registro.
O ex-gestor foi condenado a 7 anos de prisão  pelo juiz 14ª Vara Federal, Cláudio Girão Barreto por desvio de recursos e fraude em licitação, juntamente com Antônio Gomes de Lacerda Filho, Adraildo Leandro Vieira, Rosildo Alves de Morais e Manoel Dantas Monteiro. Ele foi denunciado pelo MPF por irregularidades na execução do convênio nº 1228/2002 entre o município de Patos e a Fundação Nacional de Saúde, que tinha como objeto a construção de um sistema de esgotamento sanitário no valor de 3 milhões de reais. O MPF imputou ao ex-prefeito a prática de desvio de dinheiro público, no valor de 637.673,72 reais, que foi repassado pela prefeitura à empresa AGL Construções, mas não foi usado na obra ou em aquisição de material.
Morreu no dia 24 de maio de 2020 em João Pessoa, aos 69 anos, vítima da COVID-19.